# 松本幸大 (俳優)
松本 幸大（まつもと こうた、1989年1月13日 - ）は、日本の俳優、タレント。
東京都出身。STARTO ENTERTAINMENT所属。

## 来歴
2003年4月12日、ジャニーズ事務所へ入所。
2007年夏頃にはジャニーズJr.内のグループ・M.A.D.のメンバーとして活動。同グループは2011年に"MAD"と名前を変え活動を続けるも、松本以外のメンバーの退所により消滅。1年間は1人で活動を続けるが、今までできていた仕事すらできなくなってしまったため、背水の陣でジャニー喜多川に直談判。2016年11月11日にThey武道に増員メンバーとして加入する形で宇宙Sixを結成したことが2日後の『ARASHI LIVE TOUR 2016-2017 Are You Happy?』にて発表された。同グループではリーダーも務める。
2019年10月、舞台『どれミゼラブル！』で舞台初単独主演を果たす。
2020年10月3日に宇宙Sixが解散。以降はソロタレントとして活動。
2023年8月20日、ジャニーズ事務所公式サイト内に個人アーティストとしてのページが作成され、ジャニーズJr.を卒業。
2023年10月18日、ソロで俳優業をメインに活動する8人で「あくたれ」という公式X（旧Twitter）アカウントを開設。翌年、2024年4月12日には個人のInstagramも開設した。

## 人物
子供の頃、香港に住んでいた経験があり、趣味として英会話をあげている。
子供の頃から仮面ライダーが大好きで、将来の夢の一つとして「仮面ライダーになること」を掲げている。「仮面ライダー」シリーズも手掛けたきだつよしが脚本演出を務めた舞台に主演し、ヒーローの役を演じた際には「一歩近づけたのかな」と語っている。

## 出演

### 舞台
- どれミゼラブル!（2019年10月3日 - 14日、博品館劇場 / 10月17日 - 22日、松下IMPホール / 10月30日・31日、ももちパレス大ホール / 11月3日・4日、電力ホール） - 主演・田中守 役[13]
- トムとジェリー 夢よもう一度（2019年8月3日 - 8月11日、御園座） - ジェリー 役（※松崎祐介・山本亮太とトリプルキャスト）[17]
- ELF The Musical（英語版）（2019年12月6日 - 15日、品川プリンスホテル ステラボール / 12月21日・22日、森ノ宮ピロティホール） - 主演・マイケル 役（浜中文一とW主演）[20]
- 恋するアンチヒーロー（2020年8月29日・30日、三越劇場）[注 1] - 主演・真中進 役[21]
- 岸和田少年愚連隊〜あの頃のハートは今もある〜（2020年 秋の陣）（2020年11月14日 - 23日、こくみん共済 coop ホール） - 主演[22]
- Retrial：実験室（2021年2月5日 - 14日、品川プリンスホテル クラブeX / 2月27日、28日、COOL JAPAN PARK OSAKA WWホール）[23][注 2]
- イケメンヴァンパイア◆偉人たちと恋の誘惑 THE STAGE 〜Episode.1〜（2021年4月23日 - 29日、シアター1010）[注 3] - 主演・レオナルド・ダ・ヴィンチ 役（松崎祐介・福士申樹・冨岡健翔と4人で主演）[27][28]
- レ・ミゼラブル〜惨めなる人々〜（2021年6月12日 - 20日、シアターΧ） - 主演・ジャン・バルジャン 役[29]
  - レ・ミゼラブル〜惨めなる人々〜（2022年5月21日 - 29日、シアターX） - 主演・ジャン・バルジャン 役[30]
  - レ・ミゼラブル〜惨めなる人々〜（2023年7月11日 - 16日、俳優座劇場） - 主演・ジャン・バルジャン 役[31]
- 喜劇 老後の資金がありません（2021年8月13日 - 26日、新橋演舞場 / 9月1日 - 15日、松竹座） - 城ケ崎 役[32]
  - 喜劇 老後の資金がありません（2023年1月14日 - 28日、南座 / 2月1日 - 19日、新橋演舞場） - 城ケ崎快斗 役[33]
- 九識のスプリント〜いざ、駆ける瞬間〜（2021年10月27日 - 11月3日、江戸川区総合文化センター 小ホール） - 主演[34]
- 夏の夜の夢（2021年12月18日・19日、名古屋市芸術創造センター / 12月22日 - 26日、東京芸術劇場 シアターイースト）[注 4][36] - ライサンダー　役[35]
- NAPPOS PRODUCE ナミヤ雑貨店の奇蹟（2022年2月26日 - 3月6日、サンシャイン劇場） - 翔太 役[37]
- 冤罪執行遊戯ユルキル the stage（2022年4月23日 - 5月1日、ニッショーホール） - 山田風太 役[38]
- 正義ノ嘘人（2022年7月15日 - 24日、シアターサンモール）[注 5] - 主演・平田マコト 役[40]
- 舞踏戦士オドルンZファイター(舞踏戦隊オドルンジャーZ)（2022年9月16日 - 19日、東京ドームシティ シアターGロッソ）- 主演・赤井彗星（オドルンレッド）役[41][42]
- ジパング！（2022年11月16日 - 20日、草月ホール）[43] - 俣野志 役[44]
- 仁義なきギャル組長〜ジャーナリスト土門瑛太の“M資金”真相解明ファイル〜（2023年4月12日 - 16日、日本橋劇場） - 主演・土門瑛太 役[45]
- DOLL（2023年6月1日 - 5日、渋谷区文化総合センター大和田 さくらホール / 6月16日 - 18日、京都劇場） - ズィーク（快斗） 役[46]
- 夜への長い旅路（2023年9月16日 - 24日、すみだパークシアター倉） - 主演・エドマンド 役[47]
- 舞台「ラフテイル・オブ・アラジン 〜Aladdin and the Magic Lamp Story〜」（2023年11月22日 - 26日、こくみん共済 coop ホール/スペース・ゼロ） - 主演・アラジン 役（今江大地とW主演）[48]
- 舞台・破天荒フェニックス〜2023（2023年12月6日 - 12日、こくみん共済 coop ホール/スペース・ゼロ） - 奥野 役[49]
- 日本昔ばなし 太宰治作品 お伽草紙より 舞台版『舌切雀』（2024年2月9日 - 18日、ヒューリックホール東京） - 藤原一郎太 役[50]
- 〜Fallait pas le dire〜『それを言っちゃお終い』VIII.〜ドラマ・リーディング〜（2024年3月29日 - 4月15日、六本木トリコロールシアター）[51]
- 役替わり朗読劇『5years after』ver.11（2024年5月21日 - 23日、赤坂RED/THEATER）[52]　
  - 役替わり朗読劇『5years after』ver.12（2024年9月1日 - 3日、新国立劇場 小劇場）[53]
  - 役替わり朗読劇『5years after』ver.14（2025年5月16日 - 18日、赤坂RED/THEATER）[54]
- オレンジの画面（2024年5月29日 - 6月2日、ザ・ポケット） - 主演・ミチナリ 役[55]
- 夕 -ゆう-（2024年11月1日 - 10日、サンシャイン劇場 / 11月14日 - 17日、梅田芸術劇場 シアター・ドラマシティ / 11月23日、キャナルシティ劇場 / 11月29日 - 12月1日、ウインクあいち / 12月12日〈予定〉、カナモトホール） - 塩谷憲太郎 役[56]
- アヴニール夢見が丘2025〜とあるアパートの面白い物語〜（2025年1月9日 - 13日、赤坂RED/THEATER） - 主演・健太郎 役[57]
- キャッシュ・オン・デリバリー（2025年2月6日 - 9日、あうるすぽっと / 2月14日 - 16日、名古屋市中川文化小劇場 / 3月8日・9日、松下IMPホール） - ノーマン・バセット 役[58]
- 命のバトン（2025年5月28日 - 6月1日、赤坂RED/THEATER）[59]
- 絵本朗読LIVE『ビロードのうさぎ〜ペールトーン〜』（2025年7月9日・12日・16日・21日、CBGKシブゲキ!!）[60][61]
- 商店街グランドリオン（2025年9月3日 - 7日〈予定〉、あうるすぽっと） - 主演・川上浩太 役[62]
- 舞台『夜逃げ屋本舗』（2025年10月8日 - 13日〈予定〉、シアター・アルファ東京） - 主演・源氏雅彦 役[63]
- くちづけ（2025年11月24日〈予定〉、新川文化ホール / 11月28日 - 12月7日〈予定〉、サンシャイン劇場 / 12月12日 - 14日〈予定〉、アマノ芸術創造センター名古屋 / 12月18日 - 21日〈予定〉、梅田芸術劇場 シアター・ドラマシティ / 12月27日〈予定〉、SAWARAPIA / 2026年1月8日〈予定〉、カナモトホール）[64]

### テレビドラマ
- アイシー〜瞬間記憶捜査・柊班〜 第6話（2025年2月25日、フジテレビ） - 矢崎剛 役[65]

### テレビ番組
- アドリブTHEATER（2023年10月19日、11月16日、12月21日、MUSIC ON! TV）[66]
  - アドリブTHEATER＜#特別編＞（2024年3月21日、MUSIC ON! TV）[67]